# NGC 6667
NGC 6667 este o galaxie situată în constelația Dragonul. A fost descoperită în 11 septembrie 1883 de către Lewis A. Swift. Se află la o distanță de 44,26 de megaparseci de Pământ.